# Новониколаевский (Воронежская область)
Новониколаевский — хутор в Лискинском районе Воронежской области.
Входит в состав Бодеевского сельского поселения.

## География

### Улицы
- ул. Гончарова
- ул. Луговая
- ул. Сосновая